# 田中修一
田中 修一（たなか しゅういち、1966年7月4日（58歳） - ）は、日本の作曲家・編曲家。神奈川県出身。

## 概要
14歳のとき、伊福部昭の「シンフォニア・タプカーラ」に衝撃を受け、作曲を志す。伊福部昭、寺原伸夫に師事し作曲を学んだ。

## 邦楽器を含む作品
- 「綺曲」二十五絃箏2（1994年）17分
- 「田園舞樂」篠笛、二十絃箏、低音二十絃箏（1994年）10分
- 「絲竹鄙曲ーHENABURIー」尺八2、箏、十七絃（1995年）19分
- 「夜曲」二十五絃箏、Fl.Ob.Cl.Fg.Hn.（1995年）14分
- 「協奏的二重奏曲」二十五絃箏、低音二十五絃箏（1996年）13分
  - 高低二面の25絃箏の曲は史上初。
- 「CAPRICE」二十五絃箏、室内Orch.（1997年）15分
- 「右大臣源実朝の和歌による琴歌『七夕』」声楽、篠笛、二十絃箏2、低音二十絃箏（1997年）12分
- 「管絃賀壽『松』」二十五絃箏、邦楽合奏、女声二部合唱（1998年）12分
- 「ダンツァ・ブルレスカ」尺八二部、箏二部、十七絃（1999年）12分
- 「協奏綺譚」独奏尺八、尺八二部、箏二部、十七絃（2000年）15分
- 「佞武多の太鼓」尺八二部、箏二部、十七絃、大太鼓（2001年）8分
- 「二十五絃箏曲『ファンタジア・イン・ノルド』」二十五絃箏（2006年）
- 「二十五絃箏三重奏曲『鼎坐樂』」二十五絃箏2、低音二十五絃箏（2008年）
- 「低音二十五絃箏曲『セランド幻想』」低音二十五絃箏（2008年）
- 「二十五絃箏二重奏曲『古琴幻想』」二十五絃箏2（2010年）
- 「小組曲」二十五絃箏3、低音二十五絃箏2（2011年）
- 「小組曲第二番」二十五絃箏3、低音二十五絃箏2（2013年）
- 「二十五絃箏曲『鳳舞』」二十五絃箏（2005年）7分

## 伊福部昭作品の編曲
- 「日本組曲」箏五部合奏（1997-98年）
- 「因幡万葉の歌五首」男聲と明清樂（2009年）
- 「土俗的三連画」ピアノ独奏（2009年）
- 「日本組曲」ヴァイオリンとピアノ（2010・「七夕」は2007年）
- 「ゴジラ」ヴァイオリンとピアノ（2011年）
- 「ゴジラ」ピアノ五重奏（2012年）
- 「SF交響ファンタジー第一番」ピアノ五重奏（2012年）
- 「土俗的三連画」二十五絃箏五部（2013年）
- 「ゴジラ」ピアノ独奏（2013年）
- 「頌詩『オホーツクの海』」混声合唱と室内楽（2014年）
- 「交響頌詩『オホーツクの海』」吹奏楽（2014年）
- 「土俗的三連画」ヴァイオリンとピアノ（2018年）
- 「土俗的三連画」ヴァイオリン・ソロ（2018年）
- 「シンフォニア・タプカーラ」ピアノ独奏（2019年）
- 「因幡万葉の歌 五首」二十五絃箏三部（2022年）
- 「因幡万葉の歌 五首」ヴァイオリンとピアノ（2023年）